# (7826) Kinugasa
(7826) Kinugasa ist ein Asteroid des inneren Hauptgürtels. Er wurde am 2. November 1991 von den japanischen Astronomen Atsushi Takahashi und Kazurō Watanabe am Kitami-Observatorium (IAU-Code 400) in Kitami in der Unterpräfektur Okhotsk in Hokkaidō in Japan entdeckt.
Der Asteroid wurde nach dem japanischen Baseballspieler Sachio Kinugasa (japanisch 衣笠 祥雄, Kinugasa Sachio) (1947–2018) benannt, der 1965 zu den „Hiroshima Carp“ (derzeit „Hiroshima Tōyō Carp“) kam, wo er zur Position des Infielders wechselte und seit 1975 viermal zur Ligameisterschaft beitrug und dreimal Nummer eins als Spieler war.
Der Himmelskörper gehört der Vesta-Familie an, einer großen Gruppe von Asteroiden, benannt nach (4) Vesta, dem zweitgrößten Asteroiden und drittgrößten Himmelskörper des Hauptgürtels.